# William Russell Birch

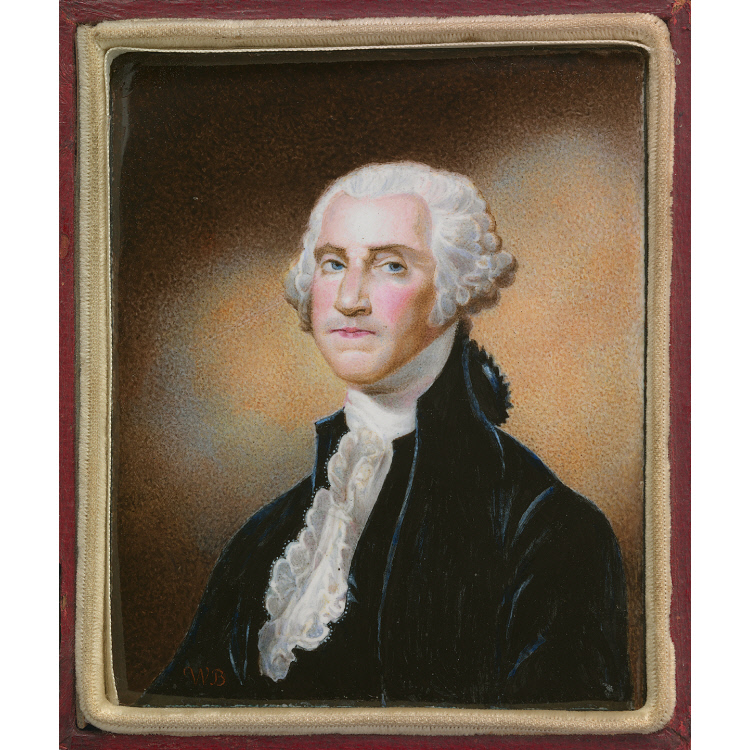
William Russell Birch: George Washington. National Portrait Gallery, Washington D. C.

William Russell Birch (* 9. April 1755 in Warwick, Warwickshire; † 7. August 1834 in Philadelphia, Pennsylvania) war ein britisch-amerikanischer Emailmaler, Miniaturist, Kupferstecher und Landschaftsmaler.

## Leben
William Birch wuchs als Sohn des Arztes Thomas Birch und dessen Ehefrau Anne, geborene Russell, in Warwick auf. Er absolvierte eine Lehre beim Londoner Juwelier und Goldschmied Thomas Jeffreys und studierte Emaillemalerei bei Henry Spicer (1743–1804). Ab 1775 stellte er Emaille-Miniaturen in der Society of Artists und in der Royal Academy of Arts aus. Sir Joshua Reynolds (1723–1792), der damals führende britische Maler, beauftragte ihn mit der Anfertigung kleiner Emaille-Kopien seiner Ölgemälde, um die Farben für den Fall eines Verblassens zu bewahren. William Birch fertigte auch Stiche nach Landschaftsbildern von Reynolds, Benjamin West (1738–1820) und Thomas Gainsborough (1727–1788) an. Von 1788 bis 1791 veröffentlichte er in London das Kupferstich-Album Les Délices de la Grande Bretagne mit 36 Ansichten englischer Landsitze. Dieses Werk brachte ihm den Ruf eines Kenners der „Picturesque“-Kunst ein. Politische Umbrüche, der Tod seiner wichtigsten Mäzene und wirtschaftliche Spannungen veranlassten ihn schließlich im Jahr 1794, mit seiner Familie nach Philadelphia auszuwandern.

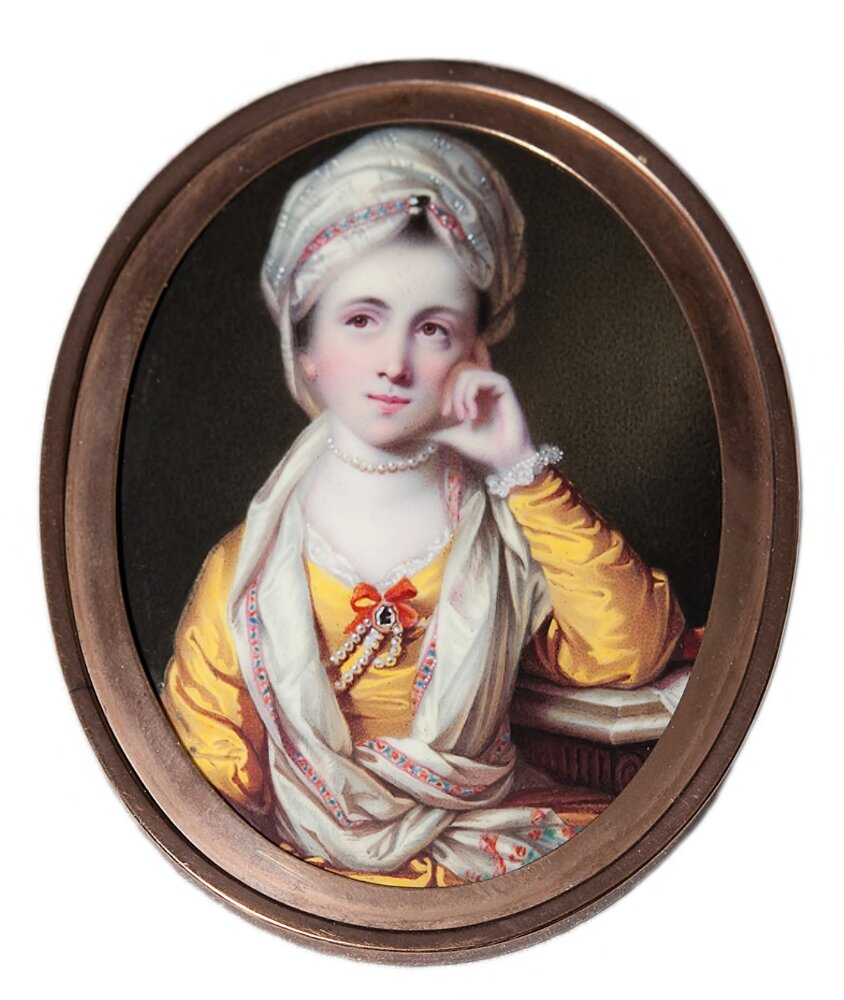
William Russell Birch (zugeschrieben): Nancy Parsons, Countess of Maynard. Schwedisches Nationalmuseum

Dort führte er die in Amerika bislang kaum bekannte Technik der Emailminiaturmalerei ein und fertigte zahlreiche Porträts nach Gilbert Stuarts Bildnis Washingtons. 1795 beteiligte er sich an der Columbianum-Ausstellung und erwarb 1798 das Landgut Springland am Neshaminy Creek. Im Jahr 1800 erschien sein Hauptwerk The City of Philadelphia … as it appeared in the Year 1800 mit 27 kolorierten Ansichten der damaligen US-Hauptstadt. Das Buch erzielte vier Auflagen und begründete sein Ansehen als Topograf. 1808/09 folgte mit The Country Seats of the United States of North America das erste amerikanische Album mit Ansichten vorstädtischer Landsitze. Aufgrund finanzieller Schwierigkeiten musste William Birch im Jahr 1805 das Anwesen Springland an Gläubiger abtreten. 1812 erwarb er es zurück, verkaufte es jedoch 1818 endgültig. Ab 1828 lebte er wieder in Philadelphia, wo er am 7. August 1834 starb.

## Werk

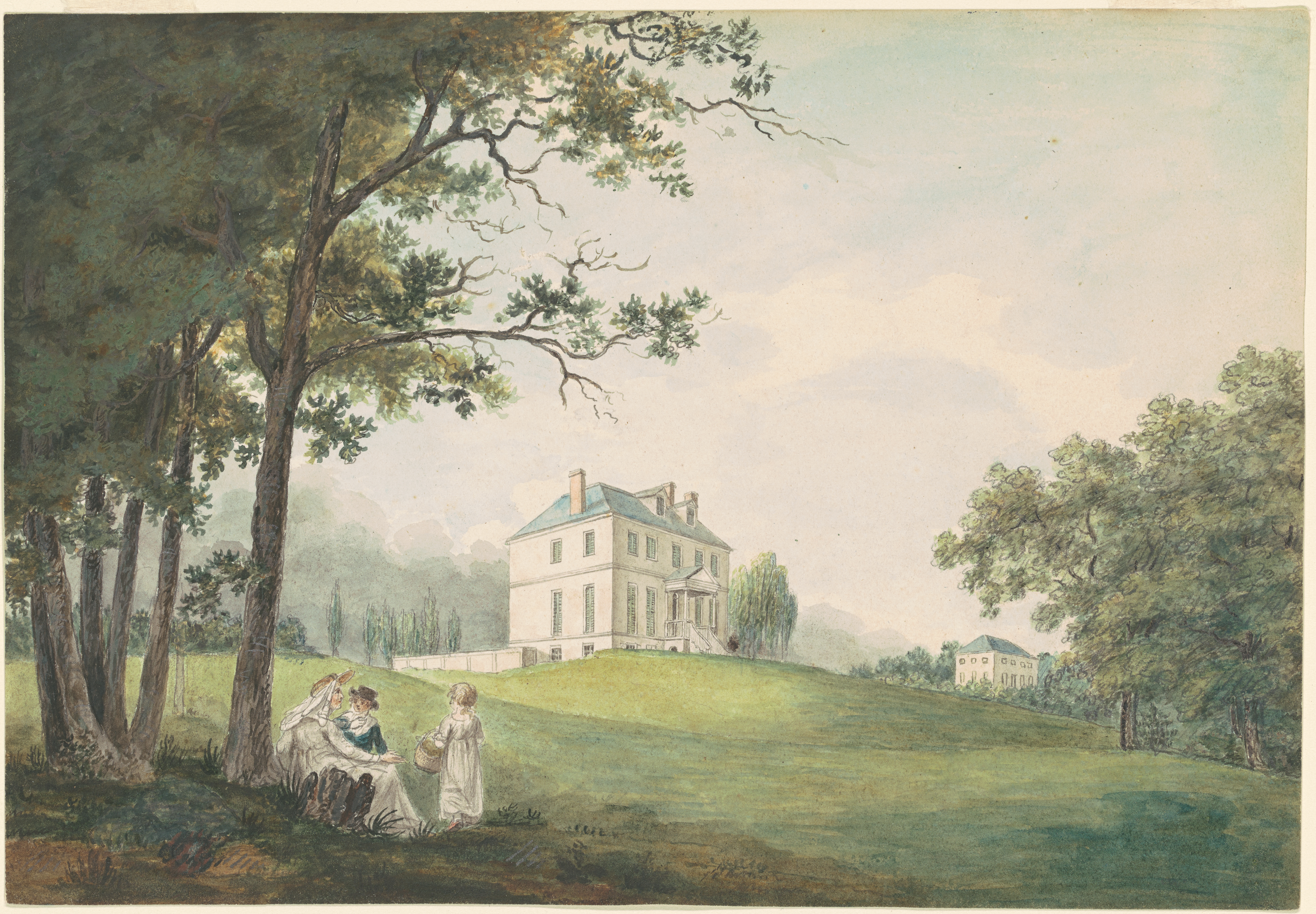
William Russell Birch: Sweet Briar (ca. 1808). National Gallery of Art, Washington D. C.

Die Emailarbeiten von William Birch zeichnen sich durch ihre leuchtenden Farben und die feinen Kreuzschraffuren aus. Seine häufig einteiligen oder als Schmuckeinsätze gefertigten Miniaturen beeindrucken mit ihrer altmeisterlichen Farbgebung. Diese erzielte er durch eine gelbe Untermalung des Weißtons. In seinen englischen und amerikanischen Kupferstich-Serien verband er topografische Präzision mit malerischen Staffagen. Städtische Architektur, Alltagsfiguren und historiografische Details schaffen lebendige Panoramen. Die Views of Philadelphia gelten als die früheste Stadtansicht Nordamerikas, während die Country Seats ein Idealbild kultivierter Landsitze in einer jungen Republik zeigen. Sein Œuvre, zu dem auch Entwürfe für Gärten und Kleinarchitekturen gehören, beeinflusste die Entwicklung der amerikanischen Landschafts- und Architekturdarstellung nachhaltig.